# Толовићи
Толовићи је насељено место у Босни и Херцеговини, у општини Витез. Административно припада Федерацији Босне и Херцеговине, односно њеном Средњобосанском кантону. Према попису становништва из 2013. у насељу је било 145 становника, а већинску популацију у насељу чинили су Бошњаци.

## Становништво
По последњем попису становништва из 2013. године, у насељу Толовићи живело је 145 становника, а село је било етнички хомогено са већинском бошњачком популацијом. Пре рата у БиХ село је било већинско српско.
| Националност | 2013.        | 1991.        | 1981.        | 1971.        | 1961.        |
| Бошњаци      | 143 (98,62%) | 109 (33,96%) | 112 (31,02%) | 171 (44,88%) | 135 (42,06%) |
| Хрвати       | 1 (0,69%)    | 0            | 0            | 3 (0,78%)    | 0            |
| Срби         | 1 (0,69%)    | 194 (60,44%) | 178 (49,31%) | 204 (53,54%) | 185 (57,63%) |
| Југословени  | —            | 18 (5,60%)   | 71 (19,67%)  | 0            | 1 (0,31%)    |
| Црногорци    | 0            | 0            | 0            | 1 (0,26%)    | 0            |
| Словенци     | 0            | 0            | 0            | 1 (0,26%)    | 0            |
| остали       | 0            | 0            | 0            | 1 (0,26%)    | 0            |
| Укупно       | 145          | 321          | 361          | 381          | 321          |